# Весельчак (фильм, 1995)
«Весельчак», альтернативное название «Радуга» (хинди रंगीला, англ. Rangeela) — индийский художественный фильм режиссёра Рама Гопала Вармы. Премьера фильма в Индии состоялась 8 сентября 1995 года. Этот фильм стал болливудским дебютом для всемирно известного композитора Алла Ракха Рахмана, более известного как А. Р. Рахман, который сочинил саундтрек к этому фильму

## В ролях
- Аамир Хан — Мунна, сирота с улицы
- Урмила Матондкар — Мили Джоши, подруга Мунны, школьница
- Джеки Шрофф — Радж Камал, актёр
- Гулшан Гровер — Стивен Капур, партнёр Раджа на съёмках
- Рима Лагу — миссис Джоши, мать Мили
- Ачьют Потдар — мистер Джоши, отец Мили
- Автар Гилл — П. С.
- Раджеш Джоши — Пакия
- Шефали Шах (в титрах указана как Шефали Чхая) — Гульбадан, героиня фильма
- Шамми — мать Гульбадан

## Саундтрек
Первый полноценный саундтрек на хинди, написанный композитором А. Р. Рахманом. Аудио релиз состоялся в сентябре 1995 года, музыкальный альбом стал популярен и возглавил все чарты среди саундтреков на хинди
Этот фильм стал возвращением для 62-летней Аши Бхосле после годового перерыва связи с кончиной её мужа Р. Д. Бурмана.
Вся музыка написана А. Р. Рахманом.
| №  | Название                     | Исполнители                      | Длительность |
| -- | ---------------------------- | -------------------------------- | ------------ |
| 1. | «Rangeela Re»                | Аша Бхосле, Адитья Нараян        | 5:34         |
| 2. | «Hai Rama»                   | Харихаран, Сварналатха           | 6:46         |
| 3. | «Kya Kare Kya Na Kare»       | Удит Нараян                      | 5:42         |
| 4. | «Pyar Ye Jaane Kaisa»        | Кавита Кришнамурти, Суреш Вадкар | 4:59         |
| 5. | «Tanha Tanha Yahan Pe Jeena» | Аша Бхосле                       | 5:36         |
| 6. | «Yaaro Sun Lo Zara»          | Удит Нараян, К. С. Читра         | 5:53         |
| 7. | «Mangta Hai Kya»             | Швета Шетти, А. Р. Рахман        | 6:45         |
| 8. | «Spirit of Rangeela»         | Анупама                          | 3:02         |

## Релиз
Фильм получил статус «блокбастер»

## Награды и номинации
Filmfare Awards
- Награды[5][6][7]
  - Лучшая мужская роль второго плана — Джекки Шрофф
  - Лучшая музыка к песням — А. Р. Рахман
  - Лучшая хореография — Ахмед Хан, за танец к песне «Rangeela re»
  - Лучший сюжет — Рам Гопал Варма
  - Лучший дизайн костюмов — Маниш Малхотра[англ.]
  - Премия Р.Д. Бурмана — Мехбуб[англ.]
  - Специальная премия — Аша Бхосле, за исполнение песни «Tanha Tanha»
- Номинации[6]
  - Лучший фильм
  - Лучшая режиссура — Рам Гопал Варма
  - Лучшая мужская роль — Аамир Хан
  - Лучшая женская роль — Урмила Матондкар
  - Лучшие слова к песне — Мехбуб, за слова к песням «Kya Kare» и «Tanha Tanha»
  - Лучший женский закадровый вокал — Швета Шетти, за песню «Mangta Hai Kya», и Кавита Кришнамурти, за песню «Pyar Ye Jaane»